# Carlo Gatti
Carlo Gatti   (Florència, 19 de desembre de 1876 - Milà, 3 de març de 1965) va ser un musicòleg, crític musical i compositor italià.
Professor de la Conservatori Giuseppe Verdi de Milà (1898 - 1941) on entre d'altres alumnes tingué a Riccardo Nielsen italià d'origen danès. I va fundar i va dirigir la secció de música del Teatre del poble a Milà, arribant a ser superintendent del "Teatre alla Scala", durant dos anys, a partir de 1942. Va ser un crític de música per a diverses revistes; Va escriure monografies sobre Giuseppe Verdi (Verdi, 2 vol., 1930) i Alfredo Catalani (Catalani, 1953), també va editar l'edició crítica d'algunes obres de Leonardo Leo, Alessandro Scarlatti, Giovanni Paisiello (Nina, o és l'amor boig). Va escriure música simfònica i vocal.